# Face à face (film, 1966)
Pour les articles homonymes, voir Face à face.
Pour plus de détails, voir Fiche technique et Distribution.
Face à face (Πρόσωπο με πρόσωπο (Prosopo mé prosopo)) est un film grec réalisé par Robert Manthoulis et sorti en 1966.
Le film, féroce satire sociale sur la nouvelle société athénienne, arriva à la 66e place au box-office 1966 avec 89 570 entrées. Il est considéré comme un des représentants de la « Nouvelle Vague » grecque.

## Synopsis
Un couple de nouveaux riches Athéniens engage un pauvre et timide professeur (Kostas Messaris) afin que sa fille (Eleni Stavropoulou), qui va épouser un homme d'affaires britannique, apprenne l'anglais et les mathématiques. Le professeur tombe amoureux de son élève. Ils commencent une relation sans avenir. Frustré par l'attitude des parents nouveaux riches et par la société en général, le professeur finit par exploser violemment.

## Fiche technique
- Titre: Face à face
- Titre original : Πρόσωπο με πρόσωπο (Prosopo mé prosopo)
- Réalisation : Robert Manthoulis
- Scénario : Robert Manthoulis
Kostas Mourselas
- Décors : Yannis Migadis
- Costumes : Yannis Migadis
- Photographie : Stamatis Trypos
- Son : Yannis Smyrnaios
- Montage : Panos Papakyriakopoulos
- Musique : Nikos Mamangakis
- Producteur  : Robert Manthoulis
- Production : Alter Ego Productions
- Pays :  Grèce
- Langue : grec
- Format : 35 mm, noir et blanc
- Genre : comédie sociale
- Durée : 84 minutes
- Sortie : en Grèce : 1966 ; en France : 21 avril 1967
- Récompense  : Meilleur réalisateur (Festival du cinéma grec 1966)

## Distribution
- Kostas Messaris
- Eleni Stavropoulou
- Theano Ioannidou
- Lampros Kotsiris